# 詹姆斯·马丁内斯
詹姆斯·马丁内斯（英語：James Martinez，1958年11月14日—），美国前男子摔跤运动员。他曾代表美国参加1984年夏季奥林匹克运动会摔跤比赛，获得男子古典式68公斤级铜牌。